# Beau Scott

a Compétitions nationales et continentales officielles uniquement.

b Matchs officiels uniquement.
Beau Scott, né le 15 mai 1984 à Camden (Nouvelle-Galles du Sud), est un joueur de rugby à XIII australien évoluant au poste de deuxième ligne, troisième ligne ou de centre. Il fait ses débuts en National Rugby League avec les Sharks de Cronulla-Sutherland  lors de la saison 2005, devenant titulaire en 2006. Il rejoint ensuite les Dragons de St. George Illawarra en 2007 où il y remporte un titre de NRL en 2010. Enfin, il signe aux Newcastle Knights en 2013. Il a également pris part aux State of Origin avec la Nouvelle-Galles du Sud depuis 2010 ainsi qu'au City vs Country Origin. Enfin, il est appelé en sélection d'Australie avec laquelle il remporte le Tournoi des Quatre Nations 2011.

## Palmarès

### En club
- Vainqueur de la National Rugby League : 2010 (St. George Illawarra Dragons).

### En sélection

#### Quatre Nations
| Édition             | Rang      | Résultats pays | Résultats Scott | Matchs Scott |
| ------------------- | --------- | -------------- | --------------- | ------------ |
| Quatre Nations 2011 | Vainqueur | 4 v, 0 n, 0 d  | 1 v, 0 n, 0 d   | 1/4          |

Légende : v = victoire ; n = match nul ; d = défaite.

## Statistiques
| Saison | Club                         | Compétition           | Matchs | Points | Essais | Goals | Drops |
| ------ | ---------------------------- | --------------------- | ------ | ------ | ------ | ----- | ----- |
| 2005   | Cronulla-Sutherland Sharks   | National Rugby League | 5      | 16     | 4      | -     | -     |
| 2006   | Cronulla-Sutherland Sharks   | National Rugby League | 23     | 12     | 3      | -     | -     |
| 2007   | St. George Illawarra Dragons | National Rugby League | 18     | 20     | 5      | -     | -     |
| 2008   | St. George Illawarra Dragons | National Rugby League | 23     | 4      | 1      | -     | -     |
| 2009   | St. George Illawarra Dragons | National Rugby League | 22     | 8      | 2      | -     | -     |
| 2010   | St. George Illawarra Dragons | National Rugby League | 21     | 8      | 2      | -     | -     |
| 2011   | St. George Illawarra Dragons | National Rugby League | 20     | 4      | 1      | -     | -     |
| 2012   | St. George Illawarra Dragons | National Rugby League | 14     | 8      | 2      | -     | -     |
| 2013   | Newcastle Knights            | National Rugby League | 16     | 8      | 2      | -     | -     |
| 2014   | Newcastle Knights            | National Rugby League | 9      | 12     | 3      | -     | -     |